# Oberweihersbuch
Oberweihersbuch ist ein Gemeindeteil der Stadt Stein im Landkreis Fürth (Mittelfranken, Bayern). Oberweihersbuch liegt in der Gemarkung Stein.

## Geographie
Durch das Pfarrdorf fließt der Grundbach, ein linker Zufluss der Rednitz. Die Neubausiedlungen im Nordosten grenzen an Unterweihersbuch an. Dazwischen liegt ein kleines Waldgebiet. Im Südwesten grenzt ebenfalls ein kleines Waldgebiet an. Ansonsten ist der Ort von Acker- und Grünland umgeben. Gemeindeverbindungsstraßen führen nach Loch (1,8 km westlich), nach Unterasbach (1,5 km nördlich), zur Bundesstraße 14 bei Unterweihersbuch (1 km nordöstlich) und über einen Kreisverkehr der B 14 nach Deutenbach (1 km östlich). Durch den Ort verläuft der Fränkische Marienweg.

## Geschichte
Der Ort wurde 1303 als „zu Büchelein“ erstmals urkundlich erwähnt, womit wohl Ober(weihers)buch gemeint war. Er bestand ursprünglich aus den zwei Siedlungskernen Oberbuch und Weihersbuch. Noch im 15. Jahrhundert wurden beide Ortschaften getrennt aufgelistet.
Gegen Ende des 18. Jahrhunderts bestand Oberweihersbuch aus 10 Anwesen. Das Hochgericht übte das brandenburg-ansbachische Oberamt Cadolzburg aus. Die Dorf- und Gemeindeherrschaft hatte teils das Landpflegamt der Reichsstadt Nürnberg, teils das Oberamt Cadolzburg. Grundherren waren das Kastenamt Cadolzburg (1 Hof); die Reichsstadt Nürnberg: Spitalamt (1 Wirtshaus, 1 Halbhof), Katharinenamt (1 Halbhof); die Nürnberger Eigenherren von Behaim (2 Halbhöfe), von Holzschuher (1 Hof), von Kreß (1 Halbhof), von Murr (1 Hof, 1 Halbhof).
Von 1797 bis 1808 unterstand der Ort dem Justiz- und Kammeramt Cadolzburg. 1806 ging der Ort Oberweihersbuch an das Königreich Bayern über. Im Rahmen des Gemeindeedikts wurde 1808 der Steuerdistrikt und die Ruralgemeinde Stein gebildet, zu dem bzw. zu der auch Oberweihersbuch gehörte. In der freiwilligen Gerichtsbarkeit unterstand 1 Anwesen von 1822 bis 1834 dem Patrimonialgericht (PG) Almoshof, 2 Anwesen von 1823 bis 1835 dem PG Leyh und 2 Anwesen von 1823 bis 1835 dem PG Nemsdorf. Am 4. Dezember 1841 wurde die Ruralgemeinde Weihersbuch gebildet, zu der Ober- und Unterweihersbuch gehörten. Sie war in Verwaltung und Gerichtsbarkeit dem Landgericht Nürnberg zugeordnet (1879 in das Amtsgericht Nürnberg umgewandelt) und in der Finanzverwaltung dem Rentamt Fürth. Ab 1862 gehörte Weihersbuch zum Bezirksamt Nürnberg. Die Finanzverwaltung wurde 1870 vom Rentamt Nürnberg übernommen (1919 in Finanzamt Nürnberg umbenannt). 1870 wurde die Gemeinde amtlicherseits nach Weihersbuch umbenannt. 1904 hatte die Gemeinde eine Gebietsfläche von 5,260 km². Am 1. Januar 1927 wurde Weihersbuch nach Stein eingemeindet.

### Baudenkmäler
- Locher Str. 8a: Bauernhof[13]
- Pfarrweg 2: evangelisch-lutherische Pfarrkirche St. Jakobus[13]

### Einwohnerentwicklung
Gemeinde Oberweihersbuch
| Jahr      | 1840   | 1852  | 1855  | 1861   | 1867  | 1871   | 1875  | 1880  | 1885   | 1890  | 1895  | 1900   | 1905  | 1910  | 1919  | 1925   |
| Einwohner | 212    | 231   | 228   | 236    | 224   | 253    | 269   | 274   | 262    | 245   | 254   | 239    | 241   | 304   | 298   | 335    |
| Häuser    | 27     |       |       |        |       | 33     |       |       | 34     |       |       | 35     |       |       |       | 46     |
| Quelle    | [ 15 ] | [ 9 ] | [ 9 ] | [ 16 ] | [ 9 ] | [ 17 ] | [ 9 ] | [ 9 ] | [ 18 ] | [ 9 ] | [ 9 ] | [ 10 ] | [ 9 ] | [ 9 ] | [ 9 ] | [ 19 ] |

Ort Oberweihersbuch
| Jahr      | 001818 | 001840 | 001861 | 001871 | 001885 | 001900 | 001925 | 001950 | 001961 | 001970 | 001987 | 002022 |
| Einwohner | 115    | 170    | 164    | 147    | 155    | 115    | 132    | *      | *      | *      | 609    | 578    |
| Häuser    | 17     | 16     |        |        | 18     | 18     | 22     | *      | *      |        | 168    |        |
| Quelle    | [ 20 ] | [ 15 ] | [ 16 ] | [ 17 ] | [ 18 ] | [ 10 ] | [ 19 ] | [ 21 ] | [ 22 ] | [ 23 ] | [ 24 ] | [ 1 ]  |

## Religion
Der Ort ist seit der Reformation evangelisch-lutherisch geprägt und war ursprünglich teils nach St. Laurentius (Roßtal), teils nach St. Rochus (Zirndorf) gepfarrt, seit Anfang des 19. Jahrhunderts nur noch nach St. Rochus und ab 1931 zu Stein. Seit 1964 ist der Ort Sitz der Pfarrei St. Jakobus (Oberweihersbuch), seit 1957 sind eigene Kirchenbücher verfügbar. Die Einwohner römisch-katholischer Konfession waren ursprünglich nach St. Walburga (Eibach) gepfarrt, seit den 1960ern ist die Pfarrei St. Albertus Magnus (Stein) zuständig.